# Rosedale (Mississipi)
Rosedale és una població dels Estats Units a l'estat de Mississipi. Segons el cens del 2000 tenia 2.414 habitants.

## Demografia
Segons el cens del 2000, Rosedale tenia 2.414 habitants, 780 habitatges, i 567 famílies. La densitat de població era de 171,6 habitants per km².
Dels 780 habitatges en un 38,1% hi vivien nens de menys de 18 anys, en un 29,2% hi vivien parelles casades, en un 37,8% dones solteres, i en un 27,3% no eren unitats familiars. En el 24,5% dels habitatges hi vivien persones soles l'11,4% de les quals corresponia a persones de 65 anys o més que vivien soles. El nombre mitjà de persones vivint en cada habitatge era de 2,99 i el nombre mitjà de persones que vivien en cada família era de 3,56.
Per edats la població es repartia de la següent manera: un 34,9% tenia menys de 18 anys, un 10,4% entre 18 i 24, un 27,2% entre 25 i 44, un 17,6% de 45 a 60 i un 9,9% 65 anys o més.
L'edat mediana era de 28 anys. Per cada 100 dones de 18 o més anys hi havia 78,3 homes.
La renda mediana per habitatge era de 17.955 $ i la renda mediana per família de 18.810 $. Els homes tenien una renda mediana de 24.922 $ mentre que les dones 15.714 $. La renda per capita de la població era de 8.534 $. Entorn del 43,3% de les famílies i el 46% de la població estaven per davall del llindar de pobresa.

## Poblacions més properes
El següent diagrama mostra les poblacions més properes.